# Haengbok
Pour plus de détails, voir Fiche technique et Distribution.
Haengbok (행복) est un film sud-coréen réalisé par Hur Jin-ho, sorti en 2007.

## Synopsis
Young-su est atteint d'une maladie en face terminale et se retire dans un sanatorium, où il rencontre Eun-hee, une jeune femme.

## Fiche technique
- Titre : Haengbok
- Titre original : 행복
- Titre anglais : Happiness
- Réalisation : Hur Jin-ho
- Scénario : Hur Jin-ho, Lee Jung-hwa, Kim Hyo-kwan, Lee Suk-yeon, Seo You-min et Shin Joon-ho
- Musique : Jo Sung-woo
- Photographie : Kim Hyung-koo
- Montage : Choi Jae-geun
- Production : Kang Bong-rae et Eugene Lee
- Société de production : Rai Film et Zip Cinema
- Pays :  Corée du Sud
- Genre : Drame et romance
- Durée : 124 minutes
- Dates de sortie : 
  -  Corée du Sud : 3 octobre 2007

## Distribution
- Hwang Jeong-min : Young-su
- Im Soo-jeong : Eun-hee
- Kong Hyo-jin : Su-yun
- Park In-hwan : Suk-gu
- Kim Ki-chun : Bu-nam
- Kim In-sook : Mi-young
- Kim Jin-gu : la mère de Young-Soo
- Yoo Seung-mok : Jae-kon
- Ryu Seung-su : Dong-jun

## Distinctions
Le film a été nommé pour neuf Blue Dragon Film Awards et reçu celui du meilleur réalisateur et celui de la popularité pour Hwang Jeong-min.